# Île Charron (Nouvelle-Calédonie)
Ne doit pas être confondu avec Île Charron.
L’île Charron est une îlot de Nouvelle-Calédonie appartenant administrativement à Le Mont-Dore.